# Karl Friedrich Chlebus
Karl Friedrich Chlebus (* 11. Oktober 1790 in Oels; † 28. Oktober 1862 in Berlin) war ein preußischer Generalleutnant und Kommandeur der 14. Division.

## Leben

### Herkunft
Seine Eltern waren der Diakon und Propst zu Oels Karl Wilhelm Chlebus (1756–1820) und dessen Ehefrau Christiane Dorothea, geborene Scholtz.

### Militärkarriere
Nach dem Besuch des Gymnasiums in seiner Heimatstadt immatrikulierte sich Chlebus am 2. Mai 1809 an der Universität Leipzig, um Theologie zu studieren. Mit Beginn der Befreiungskriege meldete er sich zur Armee, kam am 2. März 1813 als freiwilliger Jäger in das 12. Schlesische-Landwehr-Infanterie-Regiment und avancierte dort Anfang August 1813 zum Sekondeleutnant. Mit dem Regiment nahm er an der Blockade von Glogau teil und kämpfte in den sich daran anknüpfenden Gefechten. Am 23. August 1814 wurde Chlebus zum Premierleutnant befördert und am 1. Juli 1814 in das 9. Schlesische-Landwehr-Infanterie-Regiment versetzt. Am 14. Juni 1815 wurde er als Kapitän in das 14. Schlesische-Landwehr-Infanterie-Regiment versetzt. Von dort wurde er am 18. Mai 1816 zur Dienstleistung in die Breslauer Landwehrinspektion kommandiert und dem 17. Infanterie-Regiment aggregiert. Unter Belassung in seiner Stellung bei der Landwehrinspektion wurde Chlebus am 6. Dezember 1817 dem 34. und am 1. Dezember 1818 dem 8. Infanterie-Regiment aggregiert. Am 30. März 1821 folgte seine Versetzung in die Adjutantur und am 5. Juni 1821 wurde Chlebus Adjutant beim Generalkommando des III. Armee-Korps. Am 30. März 1822 wurde er Major und am 17. Oktober 1829 als Bataillonskommandeur in das 24. Landwehr-Regiment versetzt. Daran schloss sich ab dem 6. März 1831 eine Verwendung als Adjutant von General Gneisenau beim Oberkommando in Posen an. Mit der Auflösung des Oberkommandos kehrte Chlebus am 9. November 1831 als Kommandeur des I. Bataillons in das 24. Landwehr-Regiment zurück. Er kam am 30. März 1838 als Bataillonskommandeur in das 24. Infanterie-Regiment, zeitgleich wurde er zum Oberstleutnant befördert. Man beauftragte ihn dann mit der Führung des Regiments, ernannte Chlebus am 30. März 1839 zum Regimentskommandeur und beförderte ihn am 30. März 1840 zum Oberst. In dieser Eigenschaft wurde ihm am 18. September 1843 der Orden der Heiligen Anna II. Klasse verliehen. Am 30. März 1844 wurde er als Kommandeur in die 14. Infanterie-Brigade versetzt und am 8. April 1844 dem 24. Infanterie-Regiment aggregiert. Chlebus avancierte am 31. März 1846 zum Generalmajor und erhielt am 28. September 1847 den Roten Adlerorden II. Klasse mit Eichenlaub. Am 20. November 1849 wurde zum Kommandeur der 14. Division in Düsseldorf ernannt und am 19. April 1851 zum Generalleutnant befördert. Chlebus nahm am 10. April 1852 seinen Abschied mit Pension, starb am 28. Oktober 1862 in Berlin und wurde drei Tage später auf dem Garnisonfriedhof bei seiner Frau beigesetzt.

### Familie
Chlebus heiratete am 30. November 1816 in Probstheida Johanna Christiane Charlotte Hasenritter (1792–1862), die Tochter des sächsischen Generalakziseeinnehmers Johann Adolf Hasenritter. Das Paar hatte mehrere Kinder:
- Auguste Dorothea (* 1820)
- Clara Wilhelmine (* 1823)
- Marie Helene (1825–1826)
- Karl Friedrich Wilhelm (1827–1891), Sekondeleutnant